# جان لوك أدورنو
جان لوك أدورنو (بالفرنسية: Jean-Luc Adorno)‏ (مواليد 30 يونيو 1961) هو سبّاح من موناكو، مثّل بلاده في الألعاب الأولمبية الصيفية 1984.

## روابط خارجية
جان لوك أدورنو على موقع الاتحاد الدولي للسباحة (الإنجليزية)
- جان لوك أدورنو على موقع أوليمبيديا (الإنجليزية)